# Pierre Grégoire
Pour les articles homonymes, voir Grégoire.
Pierre Grégoire ou Pedro Gregoire ou Petrus Gregorius Tholosanus (né à Toulouse vers 1540 et mort à Pont-à-Mousson en 1597), est un jurisconsulte et philosophe français.

## Le jurisconsulte
Après avoir étudié à Toulouse, il y est avocat, puis professeur de droit. En 1582, appelé par le duc de Lorraine, il fonde une Faculté de droit à Pont-à-Mousson, « l'École doctrinale de droit public de Pont-à-Mousson ».

## Le philosophe
Ses Syntaxes artis mirabilis (1578) sont désignées de son temps par L'Art merveilleux. Il s'agit d'une encyclopédie des sciences où la magie et la démonologie ont leur place à côté de l'astrologie et des mathématiques. On a vu en Grégoire un continuateur de Raymond Lulle. Il élabore une véritable encyclopédie des sciences. Il présente un art spéculaire où figurent d'une part "les moyens de rechercher, examiner, disputer et répondre", d'autre part les classes auxquelles on doit rapporter tout savoir. Le livre fut mis à l'Index.
"Puisque, comme l'affirme Cicéron, il n'y a rien de plus doux que de tout connaître et que de tout examiner, je suis parvenu à la conviction que les préceptes particuliers de chaque science, distincts les uns des autres, peuvent être rassemblés en un art unique et général, grâce auquel ils puissent communiquer entre eux d'une manière réciproque."

### Œuvres de Pierre Grégoire de Toulouse
- Syntagma juris universi, atque legum pene omnium gentium, et rerum publicarum praecipuarum, in tres partes digestum. In quo divini, & humani juris totius, naturali, ac nova methodo per gradus, ordinéque, materia universalium & singularium rerum, simúlque judicia explicantur. Authore Petro Gregorio Tholosano J.U. doctore, & professore publico in Academia Tholosana. Cum indice rerum & verborum copiosissimo, Ed. 1582 [1]
- Réponse au conseil donné par Charles du Moulin sur la dissuasion de la juridiction du concile de Trente en France, Lyon, 1584.
- Syntaxes artis mirabilis, in libros septem digestae. Per quas de omni re proposita... disputari aut tractari, omniumque summaria cognitio haberi potest, Lyon, Antoine Gryphe, 1575-1576, en trois parties, les deux premières en un vol. in-16 : I) Syntaxes artis mirabilis 8 ff. + 190 p. II) Commentaria in prolegomena syntaxeon mirabilis artis 1 f, 304 p., III) Syntaxeon artis mirabilis, 8 ff., 1055, 125 p. Rééd. : Commentaria in syntaxes artis mirabilis per quas de omnibus disputatur habeturque cognitio autore Petro Gregorio Tholosano impressum Lugduni per Antonium Grifium 1585. Rééd. à Cologne Lazarus Zetner 1610.
- Syntagma juris universi (1582). t. I  t. II , t.I-II [1]
- (la) Praeludia, Lyon, Antoine Gryphius, 1583 (lire en ligne)
- De republica libri sex et viginti, Lyon et Pont-à-Mousson, 1596[2]. Rééd. 1597.
- Institutiones breves et novae rei beneficiariae ecclesisticae (1602) [3]
- Petri Gregorii Tholosani J. U. doctoris ac professoris publici Opera omnia ad jus pontificium spectantia, ab ipso paulo ante mortem recognita duobus distincta voluminibus. Hoc priore. Partitiones totius juris canonici continentur in quinque libros digestae scholiis & annotationibus illustratae instar syntagmatis totius juris ecclesiastici. Altero. Commentaria & annotationes in Decretalium prooemium. Ad tit. de summa Trinitate & fide catholica. De constitutionibus. De rescriptis tractatus in duas sectiones distinctus. De electione in re beneficiaria clara ac lucida enarratio. Ad cap. conquerente, de officio & potestate judicis ordin. Rei beneficiariae ecclesiasticae institutiones. Ad tit. de sponsalibus & matrimoniis. De usuris libri tres. Una cum indicibus..., Ed. 1612[4]

### Études sur Pierre Grégoire de Toulouse
- Charles Hyver, Le doyen Pierre Grégoire de Toulouse et lʹorganisation de la faculté de droit à lʹUniversité de Pont-à-Mousson (1582-1597), 1874, 88 p.
- Eugène Martin, L'université de Pont-à-Mousson (1572-1768), Paris-Nancy, Berger-Levrault, 1891, 456 p.
- Eugène Martin, « L'université de Pont-à-Mousson », Le Pays lorrain,‎ 1932, p. 481 sq.
- T. et J. Carreras y Artau, Historia de la filosofía española. Filosofía cristiana de los siglos XIII al XV, Madrid, 1939-1943, vol. II, p. 234 sq.
- C. Collot, L'école doctrinale de droit public de Pont-à-Mousson (Pierre Grégoire de Toulouse et Guillaume Barclay) à la fin du XVIe siècle, Librairie générale de droit et de jurisprudence, 1965, 357 p.
- H. Gilles, La carrière méridionale de Pierre Grégoire de Toulouse, Presses Universitaires de Toulouse, Mélanges offerts à Paul Couzinet, 1974, p. 263-327.
- Paolo Rossi, Clavis universalis. Arts de la mémoire, logique combinatoire et langue universelle de Lulle à Leibniz (1983), trad. de l'italien, Jérôme Millon, Grenoble, 1993, p. 63-64.
- Patrick Arrabeyre (dir.), Jean-Louis Halpérin (dir.) et Jacques Krynen (dir.), Dictionnaire des juristes français xiie-xxe siècle, Paris, PUF, coll. « Quadrige », 2007, p. 500 sq.
- Julien Lapointe, « Pierre Grégoire de Toulouse », dans Isabelle Guyot-Bachy et Jean-Christophe Blanchard (dir.), Dictionnaire de la Lorraine savante, Metz : Éditions des Paraiges, 2022, p. 159